# Kilglassan/Caheravoostia Turlough Complex SAC
Kilglassan/Caheravoostia Turlough Complex SAC este o arie protejată (arie specială de conservare — SAC, sit de importanță comunitară — SCI) din Irlanda întinsă pe o suprafață de 111,63 ha, integral pe uscat.

## Localizare
Centrul sitului Kilglassan/Caheravoostia Turlough Complex SAC este situat la coordonatele 53°37′30″N 9°05′43″W / 53.625074°N 9.095321°V.

## Înființare
Situl Kilglassan/Caheravoostia Turlough Complex SAC a fost declarat sit de importanță comunitară în mai 1998 pentru a proteja 3 specii de animale. Situl a fost protejat și ca arie specială de conservare în iunie 2017.

## Biodiversitate
Situată în ecoregiunea atlantică, aria protejată conține 1 habitat natural: Turlough.
La baza desemnării sitului se află mai multe specii protejate de  păsări (3): becațină comună (Gallinago gallinago), fluierarul cu picioare roșii (Tringa totanus), nagâț (Vanellus vanellus).
Pe lângă speciile protejate, pe teritoriul sitului au mai fost identificate 1 specie de plante.